# Пентахондра низкая
Пентахо́ндра ни́зкая, или Пентахо́ндра малоро́слая (лат. Pentachondra pumila) — вид цветковых растений рода Пентахондра (Pentachondra) семейства Вересковые (Ericaceae). 

## Ботаническое описание
Стелющееся растение 3 см высотой и 40 см в поперечнике. Красивые цветки и красные плоды могут образовываться в одно время.

## Распространение и местообитание
Встречается в Австралии и Новой Зеландии. Растёт в субальпийской зоне выше верхней границы произрастания лесов.